# David Montgomery
David Montgomery (Cincinnati, Ohio, 7 de junio de 1997) es un jugador profesional estadounidense de fútbol americano que se desempeña en la posición de running back en Detroit Lions, equipo de la National Football League (NFL).

## Carrera
Fue seleccionado en la tercera ronda en la Reunión Anual de Selección de Jugadores de la NFL de 2019. Hizo su debut profesional con el equipo Chicago Bears, en el cual jugó cuatro temporadas (2019-2023), luego pasó a Detroit Lions, donde lleva jugando una temporada.